# Arturo Ferrario
Arturo Ferrario (Milano, 24 giugno 1891 – Milano, 12 settembre 1961) è stato un ciclista su strada italiano, professionista tra il 1913 e il 1927.

## Carriera
Si distinse nelle corse in linea e come gregario. Corse per la Stucchi, la Bianchi, la Legnano e la Wolsit. Nel 1919 vinse la prima tappa e la classifica finale del Giro dell'Umbria. Nel 1924 vinse due tappe al Giro d'Italia, battendo Giuseppe Enrici a Bologna e Federico Gay a Verona.

## Palmarès
- 1919

1ª tappa Giro dell'Umbria (Terni > Perugia)
Classifica generale Giro dell'Umbria
- 1924

9ª tappa Giro d'Italia (Perugia > Perugia)
11ª tappa Giro d'Italia (Fiume > Verona)

## Piazzamenti

### Grandi Giri
- Giro d'Italia

1923: 33º
1924: 16º
1926: ritirato
- Tour de France

1924: ritirato

### Classiche monumento
- Milano-Sanremo

1924: 26º
- Giro di Lombardia

1916: 5º
1917: 12º
1918: 10º